# 香港毛紡
香港毛紡有限公司（除牌當時為0154.HK）-- 前香港交易所主版上市公司，創辦於1963年，主要業務生產羊毛和紡織等，以及物業投資。其中主要香港成為收入來源。也是由陳氏家族創立。
1992年，其後由於發生財政問題，加上行業競爭激烈，於是出售給北京政府，現時為北京控股環境之今。

## 外部連結
- 北京發展（香港）資料